# Ur So Gay (EP)
Ur So Gay là album mở rộng đầu tay (EP) của ca sĩ người Mỹ Katy Perry. Nó được phát hành kỹ thuật số vào ngày 20 tháng 11 năm 2007 bởi Capitol Records. Phiên bản vật lý của EP đã được phát hành vào ngày 15 tháng 1 năm 2008. EP bao gồm bốn bài hát: ca khúc chủ đề "Ur So Gay", bản phối lại ca khúc chủ đề của DJ người Mỹ Junior Sanchez, "Use Your Love" (bản làm lại của bài hát "Your Love" năm 1986 của The Outfield) và "Lost". "Ur So Gay" và "Lost" sau đó đã xuất hiện trong album phòng thu thứ hai của Perry, One of the Boys (2008).

## Danh sách bài hát
| Ur So Gay – Standard edition | Ur So Gay – Standard edition | Ur So Gay – Standard edition | Ur So Gay – Standard edition | Ur So Gay – Standard edition |
| STT                          | Nhan đề                      | Sáng tác                     | Producer(s)                  | Thời lượng                   |
| ---------------------------- | ---------------------------- | ---------------------------- | ---------------------------- | ---------------------------- |
| 1.                           | "Ur So Gay"                  | Katy Perry Greg Wells        | Wells                        | 3:39                         |
| 2.                           | "Ur So Gay" (Remix)          | Perry Wells                  | Wells Junior Sanchez         | 5:54                         |
| 3.                           | "Use Your Love"              | John Spinks Perry            | Sanchez Ray Martin           | 3:03                         |
| 4.                           | "Lost"                       | Perry Ted Bruner             | Bruner                       | 4:20                         |
| Tổng thời lượng:             | Tổng thời lượng:             | Tổng thời lượng:             | Tổng thời lượng:             | 16:51                        |

| CD edition       | CD edition                       | CD edition       | CD edition       | CD edition |
| STT              | Nhan đề                          | Sáng tác         | Producer(s)      | Thời lượng |
| ---------------- | -------------------------------- | ---------------- | ---------------- | ---------- |
| 5.               | "Ur So Gay" (Instrumental)       | Perry Wells      | Wells            | 3:38       |
| 6.               | "Ur So Gay" (Instrumental Remix) | Perry Wells      | Wells Sanchez    | 5:55       |
| 7.               | "Ur So Gay" (Acappella)          | Perry Wells      | Wells            | 3:15       |
| Tổng thời lượng: | Tổng thời lượng:                 | Tổng thời lượng: | Tổng thời lượng: | 29:39      |

## Lịch sử phát hành
| Quốc gia | Ngày                      | Định dạng             | Hãng đĩa |
| -------- | ------------------------- | --------------------- | -------- |
| Hoa Kỳ   | Ngày 20 tháng 11 năm 2007 | Tải xuống kỹ thuật số | Capitol  |
| Hoa Kỳ   | Ngày 15 tháng 1 năm 2008  | CD                    | Capitol  |